# Halové mistrovství Evropy v atletice 2007 – běh na 3000 metrů žen
Běh na 3000 metrů žen na halovém ME 2007 se uskutečnil dne 4. března v hale National Indoor Arena (The NIA) v britském Birminghamu. Zlato vybojovala Polka Lidia Chojecká, jež zvítězila časem 8:43,25 a obhájila titul z předchozího šampionátu v Madridu.

## Finálové výsledky
| Umístění         | Jméno                  | Národnost          | Výsledek | Poznámka |
| ---------------- | ---------------------- | ------------------ | -------- | -------- |
| Zlatá medaile    | Lidia Chojecká         | Polsko             | 8:43,25  |          |
| Stříbrná medaile | Marta Domínguezová     | Španělsko          | 8:44,40  | SB       |
| Bronzová medaile | Silvia Weissteinerová  | Itálie             | 8:44,81  | NR       |
| 4.               | Sabrina Mockenhauptová | Německo            | 8:45,77  | PB       |
| 5.               | Lisa Dobriskeyová      | Spojené království | 8:47,25  | PB       |
| 6.               | Joanne Paveyová        | Spojené království | 8:54,94  |          |
| 7.               | Mary Cullenová         | Irsko              | 9:00,42  |          |
| 8.               | Dolores Checaová       | Španělsko          | 9:04,83  |          |
| 9.               | Julija Vinokurovová    | Rusko              | 9:07,03  |          |
| 10.              | Dobrinka Šalamanovová  | Bulharsko          | 9:13,75  |          |
| 11.              | Ancuța Bobocelová      | Rumunsko           | 9:18,76  |          |
| 12.              | Regina Rachimkulovová  | Rusko              | 9:26,81  |          |
|                  | Iris Fuentes-Pila      | Španělsko          | DNF      |          |

Poznámka: NR = národní rekord, PB = osobní rekord, SB = výkon sezóny